# Wörthersee
Wörthersee – jezioro w południowej Austrii, największe pod względem powierzchni jezioro w Karyntii, ośrodek turystyki.
Jezioro rozciąga się z zachodu na wschód na długości 16,5 km i liczy 19,39 km² powierzchni. Maksymalna głębokość wynosi 85,2 m, a średnia 41,9 m. Zasilane jest wodami licznych strumieni (największy – Reifnitzbach). Odpływ wody z jeziora następuje poprzez rzekę Glanfurt (w dorzeczu Dunaju), wypływającą w jego wschodniej części.
Na wschodnim krańcu jeziora położone jest miasto Klagenfurt am Wörthersee, na północnym brzegu – miejscowości Pörtschach am Wörther See i Krumpendorf am Wörthersee, na południowym – Maria Wörth i Reifnitz, a na zachodnim skraju – Velden am Wörther See.
Wokół jeziora Wörthersee wytyczono szereg szlaków turystycznych przeznaczonych do wycieczek pieszych i rowerowych. Wzdłuż brzegów zlokalizowane są liczne plaże. 